# História de Taiwan
A História de Taiwan remonta a aproximadamente 5 000 anos, mas pouco se sabe sobre os seus habitantes originais.

## História de Taiwan até 1949
A ilha de Taiwan foi descoberta pelos portugueses, que a nomearam Formosa. Depois de passar para o domínio dos espanhóis e depois dos holandeses, foi ocupada pelo Império Chinês (Dinastia Manchú) até 1895. Após a derrota chinesa na guerra sino-japonesa, foi anexada pelo Japão, a título de indenização, pelo Tratado de Tientsin (ou Tianjin), situação esta que perdurou até o final da Segunda Guerra Mundial.
Com a rendição incondicional do Japão, em 15 de agosto de 1945, a ilha de Taiwan retornou ao controle da República da China, cuja formalização se deu mais tarde, pelo Tratado de Paz de São Francisco em 1949.
Em maio de 1950, após a derrota na guerra civil (entre 1947 a 1949) das forças nacionalistas, lideradas pelo General Chiang Kai-Shek, ante as forças comunistas, lideradas pelo Mao Tsé-Tung, os nacionalistas refugiaram-se para a ilha de Taiwan, ali estabelecendo a sede administrativa do governo da República da China. Embora os nacionalistas (partido Kuomintang) tenham perdido o controle territorial da China continental e, mais tarde, perdido a representação no assento no Conselho Permanente da ONU em 1971, eles se consideram ainda, de direito, como legítimos representantes da nação chinesa sob a bandeira da República da China.

## História de Taiwan após 1945

### Abertura
Chiang Kai-shek faleceu em 1975 e foi sucedido pelo filho, Chiang Ching-kuo, que iniciou uma política de liberalização. Em 1977, foi abolida a lei marcial (em vigor desde 1946) e autorizado o funcionamento de outros partidos. A morte de Chiang Ching-kuo, em 1988, acelerou a abertura do regime, sob o comando de Lee Teng-hui. O Kuomintang venceu as eleições de 1992, as primeiras com a participação da oposição. A China sugeriu a unificação sob a fórmula "um país, dois sistemas" (comunismo e capitalismo) - a mesma adotada em Hong Kong - recusada pelo governo de Formosa.
Em março de 1996, às vésperas da inédita eleição presidencial direta no país, a China realizou manobras militares no estreito de Formosa. Os Estados Unidos deslocaram dois porta-aviões à região para proteger o país. A coerção de Pequim não surtiu efeito e Lee Teng-hui se reelegeu. Em 1997, foi restabelecida a comunicação marítima com a China continental, interrompida desde 1949.
A economia formosina cresceu quase seis por cento em 1998 e superou os efeitos da crise financeira asiática (1997). A gestão econômica do país durante as turbulências na região - com uma drástica redução da taxa de juros - garantiu a vitória do Kuomintang nas eleições parlamentares de 1998.

### Fatos Recentes
Divergências no Kuomintang levaram à expulsão de um de seus líderes mais populares, James Soong. O partido chegou dividido e enfraquecido às eleições presidenciais de março de 2000, favorecendo a vitória de Chen Shui-bian, do Partido Democrático Progressista, com 39,3% dos votos. Pela primeira vez, Formosa teve um presidente que não pertencia ao Kuomintang.

#### Independênciaversusunificação
Chen Shui-bian adotou um discurso moderado em relação à China, embora seu partido tenha uma posição tradicional em favor da emancipação. O novo presidente propôs o diálogo em janeiro de 2000, mas Pequim exigiu como pré-condição um compromisso de unificação para o futuro. Em maio, Chen descartou a proclamação unilateral de independência, desde que a China não usasse a força para obter a reunificação. As declarações foram bem recebidas e contribuíram para um acordo, assinado em dezembro, que permitiu o intercâmbio comercial, o envio de cartas e o transporte de passageiros entre a província continental de Fujian (Fuquiém) e as ilhas formosinas de Quemoy e Matsu Tao.
Sem maioria parlamentar, o novo governo formosino enfrentou dificuldades para aprovar seus projetos. Um impasse político irrompe em outubro de 2000, quando Chen anuncia a suspensão da construção de uma quarta usina nuclear no país. A oposição argumenta que a decisão contraria lei previamente aprovada pelos parlamentares. O caso é enviado ao órgão supremo do Judiciário. Em janeiro de 2001 é decidida a retomada das obras.

#### Crescimento
As exportações de Taiwan obtêm forte expansão em 2000, graças principalmente à desvalorização de sua moeda. O Produto Interno Bruto (PIB) cresce a uma taxa estimada em 6,3%, superando os 5,7% do ano anterior. Em 2001, no entanto, Taiwan sofre os efeitos da desaceleração da economia estadunidense e da queda da demanda internacional por produtos eletrônicos e de alta tecnologia - o país produz metade das placas de circuitos de computadores pessoais existentes em todo o mundo. Além disso, muitas de suas indústrias se transferiram para a China continental.
No dia 1 de janeiro de 2001, três navios de Taiwan atravessam, pela primeira vez desde 1949, o mar que separa o arquipélago da China continental. Em maio, as tensões com a China se reacendem com a venda de armas estadunidenses a Taiwan e a visita de Chen aos Estados Unidos. Os dois fatos - que ocorrem numa fase de conflito diplomático entre a China e os Estados Unidos por causa do pouso forçado de um avião de espionagem norte-americano em solo chinês - provocam protestos do governo de Pequim.
Sob permanente ameaça chinesa, Taiwan é um dos maiores compradores de armas do planeta. Em 1999, o país só perde para a Arábia Saudita na importação de material bélico, segundo dados do Military Balance. No mesmo ano, o governo destina 15 bilhões de dólares para a Defesa, orçamento inferior apenas ao de grandes potências e de países com dimensão continental.

#### Represálias
Essas transações, invariavelmente acompanhadas de protestos do governo de Pequim, são um fator adicional de tensão entre a China, de um lado, e do outro, Taiwan e seu principal aliado, os Estados Unidos. Embora não reconheçam oficialmente o regime taiuanês, os EUA se comprometem a garantir-lhe os meios para que possa se defender de uma eventual invasão. Em 1992, com base nessa política, os Estados Unidos fornecem a Taiwan 150 caças F-16. No ano seguinte, Taiwan compra da França 60 caças Mirage e seis fragatas. O assunto volta à tona em agosto de 2001, quando Washington autoriza a venda a Taiwan de um pacote de armamentos sofisticados que inclui quatro destróieres, aeronaves Orion (para detecção de submarinos) e oito submarinos a diesel.

## Cronologia da história
- 1544 - Navegadores portugueses passaram Taiwan em 1544, e foi registado no livro de um navio o nome de "Ilha Formosa", nome pelo qual foi designada em várias línguas, e ainda é utilizado em língua portuguesa e espanhola.[1]
- 1582 - Os sobreviventes de um naufrágio Português passaram dez semanas combatendo a malária e os aborígenes, antes de regressar a Macau em uma balsa.
- 1600 - Os portugueses estabeleceram um entreposto comercial denominado Formosa.
- 1624 - A Companhia Holandesa das Índias Orientais estabelece uma base no sudoeste de Taiwan e importa trabalhadores chineses para trabalhar em suas plantações. Anteriormente, durante vários milênios, a ilha era o lar de povos da Austronésia, com breves visitas, em séculos anteriores, de pequenas quantidades de aventureiros, mercadores, pescadores e piratas chineses, japoneses e portugueses.
- 1626 - Aventureiros espanhóis situados nas Filipinas estabelecem bases no norte de Taiwan, mas são expulsos pelos holandeses em 1642.
- 1662 - Procurando refúgio dos conquistadores Manchu, da China, da dinastia Qing (1644–1912), um exército liderado por Cheng-gong (Koshinga) expulsa os holandeses e estabelece um novo reino.
- 1683 - O Império Manchu – referido por alguns historiadores como a China da dinastia Qing ou Império Chinês – invade as áreas costeiras ocidental e oriental de Taiwan.
- 1885 - Taiwan é declarada província do Império Manchu.
- 1895 - Após derrota em uma guerra com o Japão, o governo Manchu (Qing) assina o Tratado de Shimonoseki que passa ao Japão a soberania sobre Taiwan. O Japão governa a ilha nos próximos 50 anos, até o final da 2ª Guerra Mundial.[2]
- 1911-1912 - Revolucionários chineses derrubam o governo Manchu e estabelecem a República da China.
- 1915 - Incidente de "Ta-pa-ni". Rebelião contra a ocupação japonesa resulta em massacre dos chineses taiwaneses.
- 1930 - Incidente "Wùshè" (em taiwanês ou japonês: 霧社事件; Em Mandarim: Wùshè Shìjiàn). Foi a maior rebelião contrária à ocupação japonesa, onde populações locais como os Atayal foram massacrados pelas forças japonesas, que chegaram a usar armas químicas contra os rebeldes.
- 1943 - Durante a 2ª Guerra Mundial, o líder da ROC, o Generalíssimo Chiang Kai-shek se encontra com o Presidente dos Estados Unidos, Franklin Roosevelt e com o Primeiro-Ministro britânico Winston Churchill, no Cairo. Vários dias após a conferência, uma declaração conjunta conhecida como “Declaração do Cairo” afirma que “… todos os territórios que o Japão roubou dos chineses, Manchúria, Formosa e Pescadores, deverão ser devolvidas à República da China”.
- 1945 - Depois da 2ª Guerra Mundial, os militares japoneses se rendem às forças da ROC.
- 1947 - A Constituição da ROC é promulgada em Nanjing, no continente, em 1º de janeiro e deverá entrar em vigência em 25 de dezembro. Em março e nos meses subseqüentes, tropas da ROC enviadas do continente impedem um grande levante de taiwaneses, ativado pelo Incidente de 28 de Fevereiro.
- 1948 - à medida que a China é assolada por uma guerra civil entre o governo da ROC, liderado pelo Kuomintang (KMT) e o Partido Comunista Chinês (CCP), as Medidas Temporárias Vigentes durante o Período da Rebelião Comunista foram promulgadas, passando por cima da Constituição e expandindo enormemente os poderes presidenciais.
- 1949 - O governo de Taiwan e mais de um milhão de chineses voltam a Taiwan, enquanto o CCP funda a República Popular da China no continente. A lei marcial é decretada e continua vigente até 1987. Após isso e até hoje, a ROC em Taiwan e a PRC no continente são governadas por governos diferentes.
- 1949 - O Tratado de Paz de San Francisco é assinado, formalizando os termos da rendição do Japão. Por este tratado, o Japão renuncia à soberania sobre Taiwan, mas o tratado não aborda o status político de Taiwan do pós-guerra.
- 1971 - A Organização das Nações Unidas aprova a Resolução 2758 reconhecendo os representantes do governo da PRC como “os únicos representantes legítimos da China nas Nações Unidas” e expulsando “os representantes de Chiang kai-shek do lugar que ocupam ilegalmente nas Nações Unidas”. Ela nada diz sobre a representação do povo de Taiwan.
- 1979 - Ativistas da democracia, em protestos na cidade de Kaohsiung são detidos pelo governo do KMT, condenados por incitação por um tribunal militar e permanecem na prisão por vários anos. Alguns deles e seus advogados de defesa mais tarde desempenham papéis importantes na formação e desenvolvimento do atual partido da situação, o Partido Progressista Democrático (DPP).
- 1987 - A lei marcial é levantada e a democratização vai a pleno vapor. Em 1991 as Medidas Temporárias Vigentes durante o Período da Rebelião Comunista são abolidas e, a partir daquele ano até 2005, a Constituição da ROC passa por diversas rodadas de revisão para torná-la relevante para a situação atual.
- 1996 - Taiwan realiza a sua primeira eleição popular presidencial, com Lee Teng-hui conseguindo 54% dos votos.
- 2000 - Chen Shui-bian e lu Hsiu-lien do DPP são eleitos presidente e vice-presidente, respectivamente, com 39% dos votos em uma corrida com cinco candidatos, acabando com o domínio de 50 anos do KMT e marcando uma transição pacífica de poder político.
- 2004 - Chen e Lu são re-eleitos com pouco mais de 50% dos votos em uma corrida de dois candidatos.
- 2006 - Pelo 14º ano seguido, a Comissão Geral da Assembleia-Geral das Nações Unidas rejeita um pedido dos aliados diplomáticos da ROC para incluir em sua agenda a discussão de uma minuta de resolução sobre a representação de 23 milhões de pessoas de Taiwan.